# Dryadaulinae
Dryadaulinae es una subfamilia de   lepidópteros glosados del clado Ditrysia, familia Tineidae. En 2014 Regier et al. la elevaron a la categoría de familia, Dryadaulidae. Se piensa que hay numerosas especies aun sin describir.

## Géneros
- Brachydoxa
- Dryadaula